# 神戸市立ひよどり台小学校
神戸市立ひよどり台小学校（こうべしりつ ひよどりだいしょうがっこう）は、兵庫県神戸市北区ひよどり台に所在する公立小学校。

## 沿革
- 1975年（昭和50年）4月1日 - 開校。

## 通学区域
- ひよどり台1 - 5丁目、ひよどり北町1 - 3丁目、ひよどり南町1 - 4丁目[1]

※卒業後は基本的に神戸市立鵯台中学校に進学する。

## 交通
- 神戸市バス 17・65・66・87・120系統
  - 「ひよどり台」より徒歩
  - 「ひよどり台1丁目」より徒歩

## 周辺
- ひよどり台幼稚園
- ひよどり台保育所
- ひよどり台公園

## 通学区域が隣接している学校
- 神戸市立白川小学校
- 神戸市立若草小学校
- 神戸市立丸山ひばり小学校
- 神戸市立谷上小学校 [2]